# Thalassisobates littoralis
Thalassisobates littoralis is een miljoenpotensoort uit de familie van de Nemasomatidae. De wetenschappelijke naam van de soort is voor het eerst geldig gepubliceerd in 1903 door Silvestri.